# Zoreane, Ratne
Zoreane (în ucraineană Зоряне) este un sat în comuna Postupel din raionul Ratne, regiunea Volînia, Ucraina.

## Demografie
Componența lingvistică a localității Zoreane
     Ucraineană (99,16%)
     Alte limbi (0,84%)
Conform recensământului din 2001, majoritatea populației localității Zoreane era vorbitoare de ucraineană (99,16%), existând în minoritate și vorbitori de alte limbi.